# Thúc Tề (nhà thơ)
Thúc Tề (1916 - 1946), tên thật: Nguyễn Thúc Nhuận, bút danh: Thúc Tề, Lãng Tử; là nhà báo, nhà thơ Việt Nam thời tiền chiến.

## Thân thế và sự nghiệp
Thúc Tề sinh ngày 17 tháng 10 năm 1916 ở làng Mỹ Lam, xã Phú Mỹ, huyện Phú Vang (nay thuộc tỉnh Thừa Thiên-Huế). Thuở nhỏ học ở Quy Nhơn, sau học ở Quốc Học Huế.
Ông viết văn, làm thơ và viết báo rất sớm, ngay từ thời còn đi học ở Huế. Bài báo đầu tiên của ông được bạn bè đặc biệt hoan nghênh, nhưng cũng vì nó mà ông bị đuổi học.
Từ năm 1935, cùng với những người bạn là Trọng Miên, Trọng Quỵ, Hồ Việt Tự và Hàn Mặc Tử, Thúc Tề vào Sài Gòn, sống bằng nghề viết báo. Ông cộng tác cho nhiều tờ báo có uy tín bấy giờ, như Văn học tạp chí, Dân quyền, Công luận, Mai, Hà Nội báo...; và từng làm Chủ bút báo Đông Dương và báo Mai.
Trong cuộc tranh luận Nghệ thuật vị nghệ thuật hay Nghệ thuật vị nhân sinh (1935 - 1939), Thúc Tề luôn đứng về phía vị nhân sinh với đại diện cũng là một nhà báo người Huế: Hải Triều.
Năm 1940, sau khi tuần báo Mai bị thực dân Pháp đóng cửa, ông trở lại Huế thuê một con đò ở Đập Đá bên sông Hương làm chỗ tá túc . Ở đây, ông tiếp tục viết bài đăng báo, làm thơ cho đến năm 1945. Cũng chính trong giai đoạn này (năm 1941), Thúc Tề đã cho xuất bản tập phóng sự nổi tiếng có nhan đề Nợ văn. Đây là tác phẩm được viết trong những năm từ 1934 - 1940, lúc Thúc Tề bỏ học cùng bạn bè từ Huế vào Sài Gòn dấn thân làm báo 
Sau Cách mạng tháng Tám (1945), ông tham gia Hội Văn hoá cứu quốc. Kháng chiến bùng nổ, Thúc Tề cùng với Hải Triều, Hà Thế Hạnh thành lập Sở Tuyên truyền Trung Bộ và đến đầu năm 1946, ông lại được phân công cùng với ông Hoàng Thượng Khanh thành lập Ty Thông tin tuyên truyền tỉnh Thừa Thiên. Tháng 12 năm ấy, Thúc Tề bị quân Pháp bắt cóc, giết chết và vứt xác ở ga Truồi (thuộc huyện Phú Lộc) khi ông chỉ mới tròn 30 tuổi và chưa lập gia đình 
Tuy nhiên, mãi đến tháng 5 năm 1995 ông mới được Nhà nước truy tặng là liệt sĩ . Năm 1996, ông lại được truy tặng Huân chương "Vì sự nghiệp báo chí Việt Nam

## Tác phẩm
- Thơ: Thúc Tề làm thơ ít, theo sách Việt Nam thi nhân tiền chiến, thì thơ ông chỉ có ba bài: "Xuân lên đường" (đăng trên Hà Nội báo khi ông 20 tuổi), "Em buồn" và "Trăng mơ"[7].
- Tập văn xuôi:

-Nợ văn
-Phù dung và nhan sắc
- Bài báo: khoảng 100 bài, gồm ký và điểm sách, điểm báo [8].

## Nhận xét
GS. Đinh Xuân Lâm nhận xét: "Nợ Văn là một tác phẩm mang tính hiện thực sâu sắc về cuộc đời làm báo và thân phận người làm báo trước kia khi đất nước còn bị ngoại bang thống trị. Cuốn sách trở nên đầy đủ hơn khi được bổ sung thêm nhiều thông tin về cuộc đời và sự hy sinh thầm lặng của tác giả mà bấy lâu nay không ai biết"...
Về sự nghiệp thi ca, năm 1941, Thúc Tề và bài "Trăng mơ" của ông được giới thiệu trong quyển Thi nhân Việt Nam của Hoài Thanh và Hoài Chân. Năm 1968, Thúc Tề lại được Nguyễn Tấn Long và Nguyễn Hữu Trọng giới thiệu trong bộ sách Việt Nam thi nhân tiền chiến (xuất bản tại Sài Gòn) với ba bài: "Xuân lên đường", "Em buồn" và "Trăng mơ". Đánh giá thơ ông, trong sách này có đoạn:
"Thơ Thúc Tề, tuy chỉ góp nhặt được mấy bài, nhưng cũng thấy cho chúng ta định được giá trị nghệ thuật của nhà thơ. Bài "Trăng mơ", có sức hút kỳ lạ ngay câu nhì. Bài không dài, chỉ mười sáu vần điệu, mà như một bản nhạc buồn rười rượi, chầm chậm len vào hồn người. Bài "Em buồn", "Xuân lên đường" thuộc loại ngũ ngôn ngắn, ít lời, thế mà tác giả đã ký thác được khá đầy đủ tâm tình của mình. Nhất là ở bài "Xuân lên đường", tác giả đã dùng thể thơ mới lạ, ba câu mỗi đoạn, lại có sự trùng cú "từ khi xuân lên đường" cho ta mối liên tưởng "chàng đã ra đi trong khi lòng thiếu nữ đang náo nức đón gió yêu đương". Thế mới đáng buồn tủi chứ!...Nói gọn, thơ Thúc Tề "súc tích mà gợi hình", đó là điểm đặc sắc trong thơ ông".

## Thơ Thúc Tề
Ngoài lời khen ngợi trên, bài Trăng mơ còn Hoài Thanh và Hoài Chân tỏ lòng mến yêu như sau: 
"Tôi yêu bài Trăng mơ của Thúc Tề. Mở bài ra, hồn thi nhân (như) kéo mình lê thê trên trang giấy, chán nản, uề oải. Có lẽ nó đã nhập vào cái trăng kia, "ẻo lả" khi nằm mơ, "lười biếng" khi thức dậy. Nhưng khi đã tỉnh, nó mới linh động làm sao! Nó uyển chuyển như một người đẹp. Cái mệt mỏi của Dương Quý Phi với cái nhẹ nhàng của Phi Yến".
Trăng Mơ
| Một đêm mờ lạnh ánh gương phai, suốt giải sông Hương nước thở dài. Xào xạc sóng buồn khua bãi sậy, bập bềnh bên mạn chiếc thuyền ai. Mây xám xây thành trên núi Bắc, Nhạc mềm chới với giữa sương êm. Trăng mờ mơ ngủ lim dim gật, Ẻo lả nằm trên ngọn trúc mềm. Dịp cầu Bạch Hổ mấy bóng ma Biến mất vì nghe giục tiếng gà Trăng tỉnh giấc mơ, lười biếng dậy, Động lòng lệ liễu, giọt sương sa. Lai láng niềm trăng tuôn dạ nước Ngập tràn sông trắng gợn bâng khuâng; Hương trăng quấn quýt hơi sương ướt Ngân dội lời tình điệu hát xuân. (Hà Nội báo) | Xuân lên đường Từ khi xuân lên đường Cây thùy dương héo hắt Không ai tưới lệ thương, Từ khi xuân lên đường, Giải phím ngà bụi đóng Em khóa kín phòng sương. Từ khi xuân lên đường Em buồn như gốc liễu Rủ trước bến sông Hương. (Hà Nội báo, 1936) |